# Spintherobolus papilliferus
Spintherobolus papilliferus är en fiskart som beskrevs av Eigenmann, 1911. Spintherobolus papilliferus ingår i släktet Spintherobolus och familjen Characidae. Inga underarter finns listade i Catalogue of Life.